# 심텍
심텍(Simmtech Co. Ltd.)은 대한민국의 반도체용 인쇄회로기판 개발 및 제조 기업이다. 1987년에 설립되었으며 충청북도 청주시 흥덕구 산단로 73(송정동)에 본사가 위치해 있다. 외국인 지분율은 12.68%이다.
사명인 Simmtech은 Single In-line Memory Module technology의 약자이다.

## 사업
FC-CSP, MCP, MSAP 등  패키지기판, DDR5용 PC 모듈PCB

## 자회사
- Simmtech Graphics (일본 현지 생산법인)

## 같이 보기
- 인쇄회로
- 심텍홀딩스

## 참고문헌
1. ↑  시흥시-한국공학대-(주)심텍, 인쇄회로기판 분야 업무협약, 팍스넷 경제 TV, 2023년 11월 28일
2. ↑  박강호, 대신증권 주식분석보고서 심텍, 2023년 7월 25일
3. ↑  증권 주식분석보고서 심텍
4. ↑  김장열, 김장열의 SEE-IT Note, 상상인증권, 2020년 5월 27일
5. ↑  키움증권 주식분석보고서 심텍, 2022년 5월 4일